# Søren Riishøj
Søren Jacob Riishøj (født 18. april 1947 i Ribe) er en dansk lektor og tidligere folketingsmedlem, valgt for Socialistisk Folkeparti i Roskilde Amtskreds.
Riishøj blev cand.mag. i samfundsfag og religionshistorie fra Københavns Universitet i 1974 og arbejdede derefter som lektor ved Christianshavns Gymnasium. Han studerede derefter russisk, tjekkisk og slovakisk og blev i 1981 lektor ved Thorkil Kristensen Instituttet ved Sydjysk Universitetscenter i Esbjerg. Senere blev han ekstern lektor i politisk teori og økonomisk og politisk udvikling i Central- og Østeuropa ved Aarhus Universitet. Fra 1991 til 2004 var han ekstern lektor ved Københavns Universitet. Siden 1999 har han været lektor i statskundskab ved Syddansk Universitet i Odense, hvor han særligt har fokus på politiske og økonomiske transformationer i de tidligere kommunistiske lande i Centraleuropa.
I 1981 blev han valgt til Folketinget for Socialistisk Folkeparti. Han var bl.a. sit partis miljøordfører og formand for Folketingets Energiudvalg fra 1990 til sin udtræden af tinget i 1994, ligesom han var delegeret til Europarådet og til FN's generalforsamling i 1984. Han kæmpede i 1980'erne indædt for at få skærpet den danske holdning til sanktioner overfor Sydafrikas apartheid-styre.